# ژان دو بوئی
ژان دو بوئی (به فرانسوی: Jean de Bueil) نویسنده قرن پانزدهم میلادی اهل فرانسه است.